# Seznam osebnosti iz Občine Logatec
Seznam osebnosti iz občine Logatec

## Družboslovci
- Jernej Medved (23. avgust 1799 Logatec – 30. december 1857 Ljubljana), duhovnik, nabožni pisatelj, leksikograf
- Alojzij Pin (1862 Ljubljana – 1905 Logatec), pesnik in učitelj
- Lev Svetek (1914 Logatec – 2005 Sežana), pesnik in pravnik
- Jane Kavčič (10. september 1923, Logatec – 20. marec 2007 Ljubljana), scenarist, režiser
- Ivan Malavašič (30. september 1927, Rovte – 11. marec 2019, Podlipa), pesnik, pisatelj, slikar, glasbenik
- Janez J. Švajncer (3. julij 1948 Ljubljana), brigadir, pisatelj, muzealec
- Marcel Štefančič st. (16. januar 1937 Dekani), novinar, slovenist
- Marcel Štefančič ml.  (25. maj 1960, Brežice), novinar, publicist, televizijski voditelj
- Andrej Žigon (9. januar 1952 – 2003 Logatec), pesnik, popotnik, dobrotnik, fotograf in igralec
- Alen Albin Širca (1981)
- Mojca Kumin Horvat jezikoslovka
- Mateja Jemec Tomazin (13. januar 1978), jezikoslovka
- Primož Jakopin (30. junij 1949), jezikoslovec

## Slikarji, arhitekti
- Janez Madrijan (okoli 1820 Rovte – po 1858 Gorica)
- Andrej Rovšek starejši (14. november 1836 Ljubljana – 11. februar 1903 Gabrje pod Limbarsko Goro), podobar
- Jernej Jereb (22. avgust 1838 Vrh Svetih Treh Kraljev – 22. februar 1929 Hvar), podobar
- Milan Batista (26. februar 1924 Logatec – 14. april 2010 Golnik), slikar, grafik, likovni pedagog
- Drago Tršar (27. april 1927 Planina), kipar
- Slavka Čufer Sark (1941 Nemški Rovt), slikarka
- Lojze Nagode (1963 Vrh Svetih Treh Kraljev – 2003 Vrh Svetih Treh Kraljev), slikar

## Duhovniki
- Andrej Furlan (18. oktobra 1870 Trst – 31. avgust 1951 Logatec), duhovnik, organizator
- Janez Hladnik (22. december 1902 Rovte – 20. junij 1965 Buenos Aires, Argentina), duhovnik, misijonar
- Ivan Merlak (15. junij 1923 Logatec – 26. februar 2015 Ljubljana), duhovnik, profesor, urednik
- Janko Slabe (21. marec 1944 Rovte – 26. maj 2007 Celje), duhovnik, misijonar
- Milan Žust (1967 Hleviše), duhovnik, jezuit, profesor

## Šolniki
- Vojteh Ribnikar (23. april 1857 Tržič – 26. april 1895 Logatec), šolnik, sadjar
- Fran Verbic (14. maj 1880 Logatec – 12. december 1922 Ljubljana), šolnik, naravoslovec
- Albin Čebular (17. september 1900 Mokronog – 24. maj 1952 Logatec), šolnik, pesnik, organizator

## Glasbeniki
- Anton Trepal (9. januar 1842 Rovte – 14. maj 1894 Rovte), glasbenik, skladatelj
- Anton Vilar (14.november 1884 Ljubljana - Šentjakob ob Savi -18.december 1953 Dolenji Logatec),fotograf,  glasbenik, skladatelj, organist, dirigent, zborovodja
- Franc Miglič (17. marec 1855 Stara Oselica – 11. december 1925 Vrh Svetih Treh Kraljev), glasbenik
- Ivan Milavec (22. februar 1874 Logatec – 18. januar 1915 Ljubljana), izdelovalec orgel
- Fran Ksaver Mlinar-Cigale (11. november 1887 Rovte – 5. februar 1972 Ljubljana), glasbenik in pravnik
- Ivan Rupnik (29. avgust 1911 Logatec), zborovodja, glasbeni pedagog, skladatelj
- Marjan Grdadolnik (1967 Logatec), glasbenik, dirigent
- Tanja Žagar

## Politiki in pravniki
- Ignacij Gruntar (17. december 1844 Kobarid – 25. marec 1922 Ljubljana), pravnik, notar, mecen
- Matija Kunc (17. februar 1853 Logatec – 12. februar 1922 Ljubljana), politik in obrtnik
- Fran Arko (21. oktober 1857 Logatec – 20. julij 1923 Vrhnika), poslanec
- Adolf Ribnikar (17. junij 1880 Logatec – 7. januar 1946 Ljubljana), politik, publicist, gospodarstvenik
- Vladimir Travner (8. december 1886 Logatec – 14. april 1940 Maribor), pravnik, sodnik, zgodovinar, numizmatik, satirični pisec
- Andrej Gosar (30. november 1887 Logatec – 21. april 1970 Ljubljana), publicist, politik, pravnik
- Janez Drnovšek (17. maj 1950 Celje – 23. februar 2008 Zaplana), politik
- Jerca Korče (27. februar 1990 Ljubljana), poslanka
- Milan Brglez, politik

## Naravoslovci
- Rado Lah (1. julij 1879 Trst – 9. november 1959 Logatec), agronom
- Josip Cerk (24. november 1881 Logatec – 4. april 1912 Stol v Karavankah), geograf, speleolog

## Športniki
- Miha Šimenc (1995), tekač na smučeh